# Gobernación de Daraa
La gobernación de Daraa (en árabe: مُحافظة درعة) es una de las 14 provincias que conforman la organización político-administrativa de la República Árabe Siria.

## Geografía

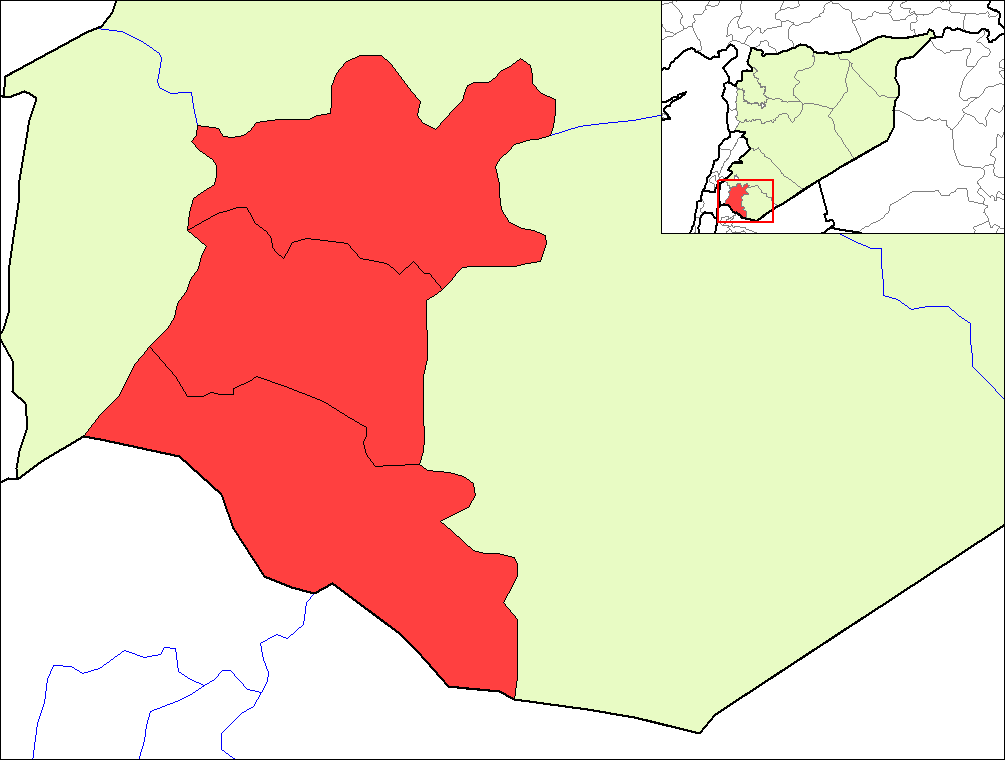
Mapa de Siria y localización de la provincia de La gobernación de Dar'a, dividida en sus tres distritos, el primero de arriba hacia abajo es el distrito de Al Sanamay, en el medio de la división distrito de Izra y abajo distrito de Daraa.

Dar'a está situado en la parte suroeste del país. Limita con las provincias de Rif Dimashq, Al-Qunaytirah, As-Suwayda,y con el Reino Hachemita de Jordania. Se encuentra dividida a su vez en tres distritos, Daraa, Izra y Al Sanamay. La capital de esta provincia es la ciudad de Dar'a. Es importante históricamente la ciudad de Bosra.

## Población
Tiene una superficie de 3730 kilómetros cuadrados y una población de 916 000 personas (estimaciones de 2007). La densidad poblacional de esta provincia siria es de 245,57 habitantes por cada kilómetro cuadrado de la gobernación.